# حارة الاذاعة الشمالية (صنعاء)
حارة الاذاعة الشمالية هي إحدى حارات حي التحرير بمديرية التحرير إحد مديريات العاصمة اليمنية صنعاء، بلغ تعداد سكانها 2852 نسمة حسب تعداد اليمن لعام 2004.